# Toni Braxton
Toni Michelle Braxton (født 7. oktober 1967 i Severn, Maryland, USA) er en amerikansk r&b-singer-songwriter og skuespiller, der var særligt populær i 1990'erne. Hun har vundet seks Grammy-priser og har solgt over 40 mio. albums på verdensplan. 
Braxton begyndte som sanger i et kirkekor. Hun entrerede i 1993 Billboards top 200-liste i med debutalbummet Toni Braxton, og fortsatte i 1996 succesen med Secrets, der bl.a. indeholdt hendes vel nok største hit, "Unbreak my heart". Efter store økonomiske problemer og en deraf følgende konkursbegæring i 1998, vendte hun tilbage til toppen af hitlisterne med The Heat fra 2000. More Than a Woman fra 2002 og Libra fra 2005 blev ikke nær så store succeser som de første tre albums.
I 2008 medvirkede hun i den amerikanske udgave af Vild med dans og endte som nr. 5 sammen med sin partner Alec Mazo.

## Diskografi
- 1993: Toni Braxton
- 1996: Secrets
- 2000: The Heat
- 2001: Snowflakes
- 2002: More Than a Woman
- 2005: Libra
- 2010: Pulse